# Lamelofone

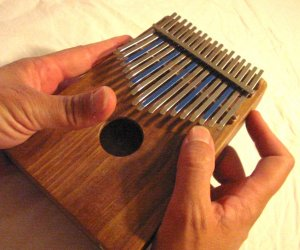
Um triplo Hugh Tracey kalimba.

Um lamelofone (também lamelafone) é uma família de instrumentos musicais. O nome vem do latim a palavra lamella para "pequena placa de metal", e a palavra grega φωνή phonē para "som, voz".
O instrumento tem uma série de placas finas fixas em uma extremidade e tem a outra extremidade solta. As linguetas podem ser dispostas na forma de um piano e pode ser feito suficientemente pequeno para tocar com os dedos. Acredita-se que os lamelofones africanos foram derivados de xilofones e marimbas. Contudo, instrumentos similares foram encontrados em outros lugares. Por exemplo, os  povos indígenas da Sibéria tocam lamelofones de madeira e metálicos com uma única língueta.
Os lamelofones constituem categoria 12 no Hornbostel-Sachs sistema de classificação de instrumentos musicais.

## Lamelofones africanos

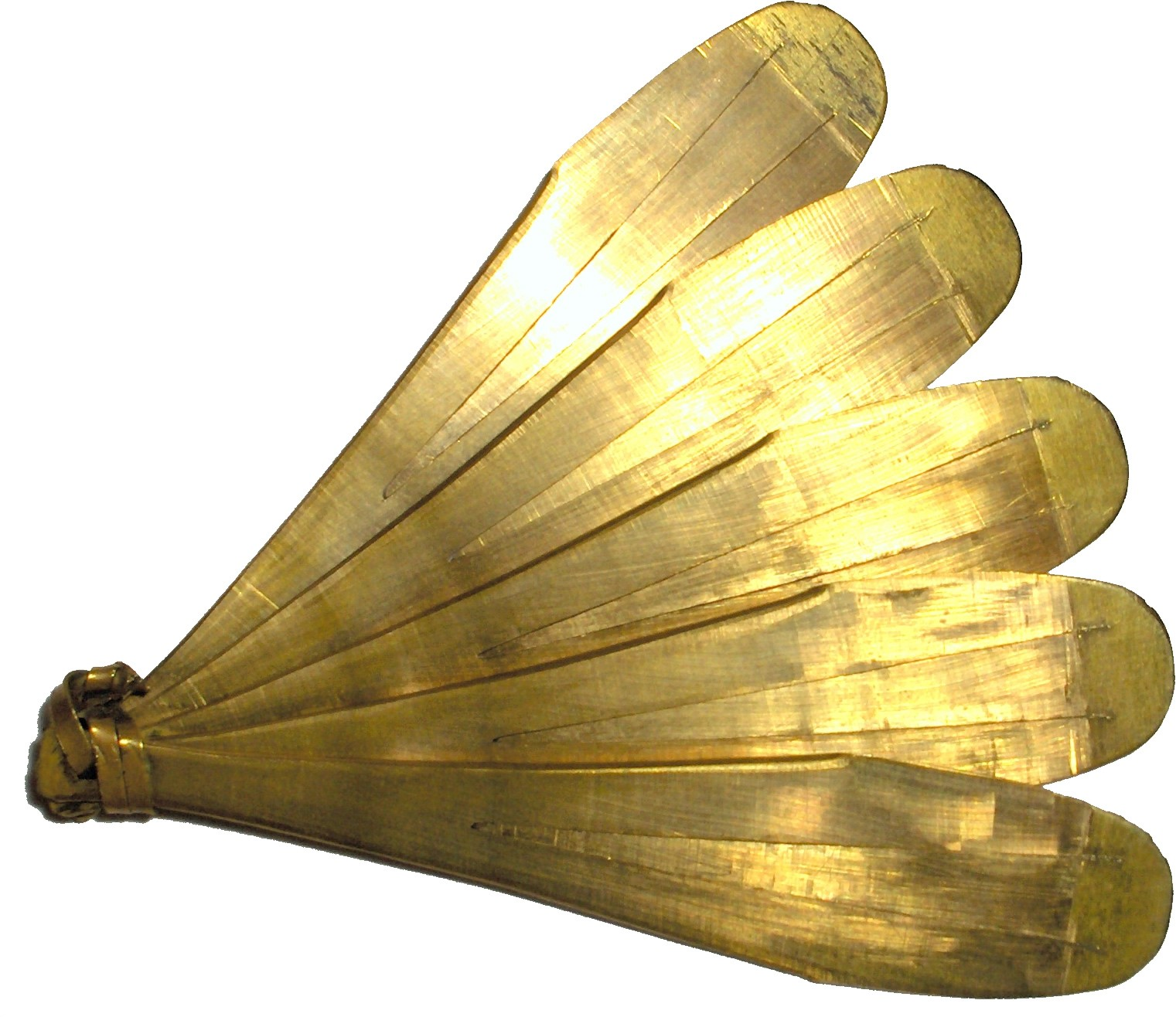
Um Kouxian, tocado arrancando as extremidades em frente da cavidade oral. As lamelas ressoam para produzir o som.

Há um grande número de lamelofones originários na África, que variam conforme a língua e sua fonética, área geográfica, tipo de instrumento, sistema de classificação local e também, o contexto social, onde eles são conhecidos sob diferentes nomes, incluindo mbira, sanza, kisanji, likembe, kalimba, e kongoma, desempenham um papel na música africana do sudeste. 
Foi relatada a sua existencial já no século 16, mas não há dúvida de que têm uma história de muito mais tempo. 
Alguns mitos da criação no vale do Zambeze contam como O Deus Criador deu o metal para a raça humana com a função específica de fazer mbiras, de fato, podemos dizer que a mbira remonta ao primeiro uso de metal na África Subsaariana, entre 700 e 1000 d.C..
Entretanto, muitos estudiosos presumem que as mbiras com teclas de metal tiveram sua origem na Europa. A difusão da tecnologia de lamelofones do Zimbabue / Zambeze na África Central através do aumento dos contatos comerciais ocorreu com a chegada dos exploradores portugueses à África, por volta do ano 1400.
Embora a afinação encontrada foi na totalidade não-ocidental; havia quintas perfeitas nas afinações, porém os outros intervalos não se encaixavam no paradigma ainda em evolução da música ocidental. Mais tarde, certamente no ocidente, os lamelofones ganharam a escala ocidental de notas, escalas pentatônicas foram largamente utilizadas, escalas diatônicas e modos gregos foram difundidos no final do século XX. Os lamelofones com escalas cromáticas são recentes e ainda muito pouco difundidos.

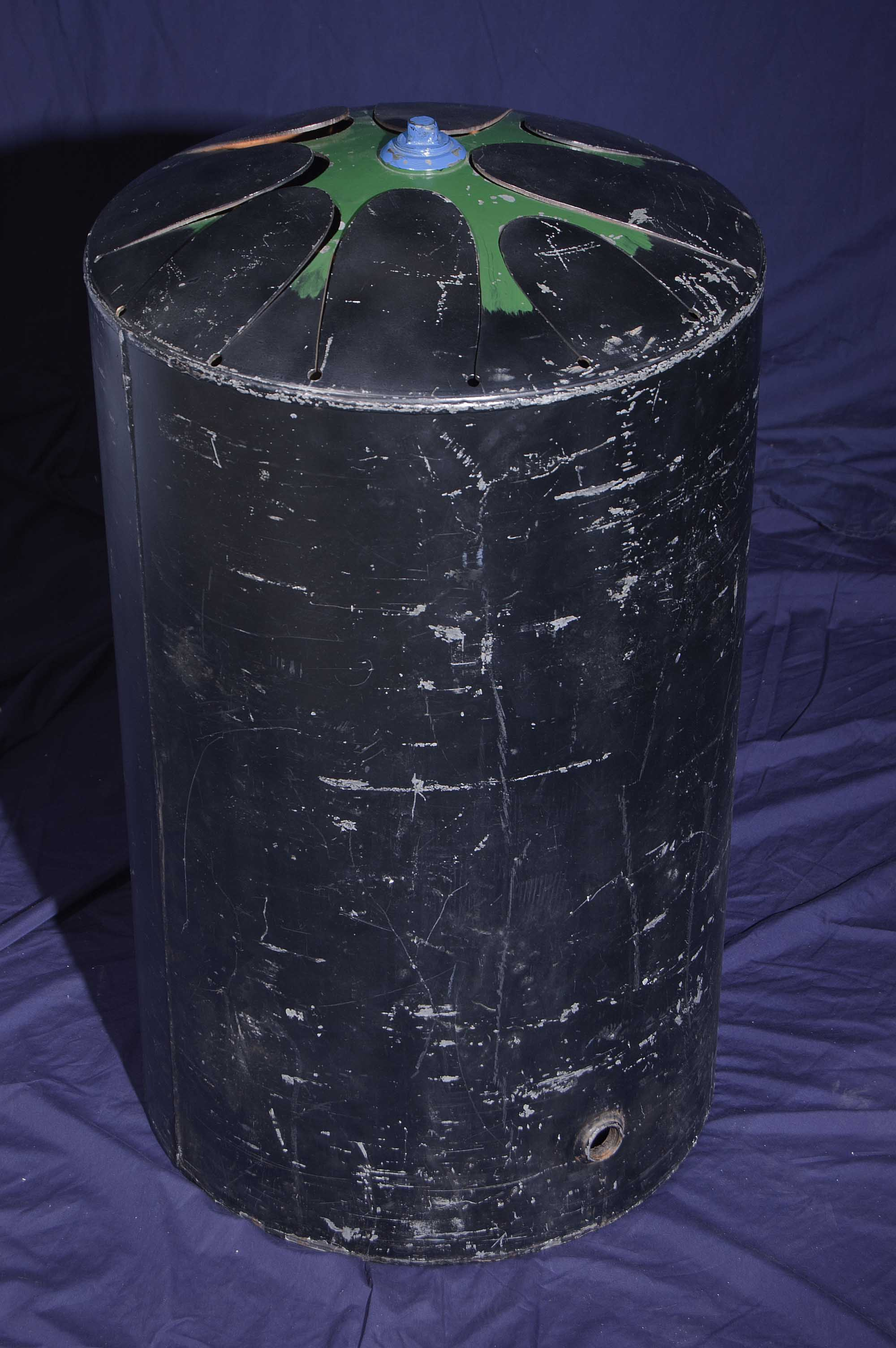
Whale Drum com 8 línguas (de Coleção Emil Richards)

## Classificação de Schaeffner
Esquema de classificação do instrumento musical Schaeffner tem um lugar de pós-proeminente para os linguafones (lamelofones) no segundo nível mais alto de classificação.
Em 1932, Andre Schaeffner desenvolveu um novo sistema de classificação que foi "exaustivo, cobrindo potencialmente todos os instrumentos reais e concebíveis" [Kartomi, p. 176].
Sistema de Schaeffner tem apenas duas categorias de nível superior indicados por algarismos romanos (Schaeffner, A.: Origine des instruments de musique, pp. 371–377.):
- I: instrumentos que fazem som dos sólidos de vibração;
  - IA Sólidos não suscetíveis de tensão (equivalente a uma grande parte da Hornbostel & Sachs idiofones);
  - IB Sólidos flexíveis (equivalente a principalmente linguafones);
  - IC Sólidos tensionáveis (equivalente a dois membranofone s e cordofones);
- II: instrumentos que fazem o som de vibração do ar (aerofones).